# Astragalus massiliensis
El tragacant o coixins de monja, (Astragalus tragacantha) és una espècie de planta de la família de les Fabaceae.
N'hi ha a la costa rocosa calcària, en particular a la regió de Marsella, així com a la Península Ibèrica, Sardenya i Sicília. Aquesta espècie s'ha sabuda adaptar a les condicions extremes de vent, sal i ariditat de la costa de les Calanques. A Occitània és endèmica de les costes calcàries de la Provença.
La seva forma de coixí i les seves petites fulles peludes li permeten de resistir el vent i limitar la seva pèrdua d'aigua. A la primavera s'adorna amb flors blanques, després perd la part verda de les fulles a l'estiu per exposar-se el menys possible als raigs del sol. Aleshores, la planta es converteix en un arbust espinós, cosa que li val el nom "coixí de monja».
S'ha engegar un programa de conservació i enfortiment de l'espècie, finançat per la Unió Europea. En particular, va permetre la plantació de 3000 peus d'astràgal a les Calanques.
Víctima de la urbanització, la pol·lució i el calcigament a la costa, floreix plenament a l'arxipèlag del Frieu.

## Hàbitat
Del nivell de la mar fins a 300 m; en sòls sorrebncs i rocosos pròxims a la mar.

## Distribució
Itàlia, Occitània, Portugal i nord-est de l'Estat espanyol. Mediterrània occidental, fins a Còrsega i Sardenya.

## Sinònim
- Astragalus massiliensis (Mill.) Lam.